# Ghotuo-Uneme-Yekhee jezici
Ghotuo-Uneme-Yekhee jezici (ghuy), podskupina sjevernih-centralnih edoid jezika raširenih u Nigeriji. Obuhvaća (9) jezika, svi u državi Edo osim ikpeshi jezika u državi Bendel. Predstavnici su: enwan 14,000 (2006); ghotuo 9,000 (1994); igwe 47,800 (2000); ikpeshi 5,320 (2000); ivbie north-okpela-arhe 20,000 (1973 SIL); ososo 19,000 (2000); sasaru 12,500 (2000); uneme 19,800 (2000); i yekhee 274,000 (1995 UBS).

## Vanjske poveznice
- Ethnologue (14th)
- Ethnologue (15th)
- Niger-Congo: Ethnologue 2005
- Niger-Congo: Composite